# Sendemast Balaschicha
Der Sendemast Balaschicha ist ein 300 Meter hoher Sendemast in der Nähe von Balaschicha bei Moskau. Er ist in vier Ebenen abgespannt und dient zur Verbreitung von Hörfunkprogrammen im UKW-Bereich. Der Sendemast Balaschicha wiegt 421 Tonnen und besteht aus dreieckigen Sektionen mit einer Seitenlänge von 3,6 Metern.

## Sendefrequenzen

### OIRT-Band
Programme im OIRT-Band:
| Sendername | Frequenz  | ERP |
| ---------- | --------- | --- |
| Авторадио  | 68,0 MHz  |     |
| РСН        | 69,26 MHz |     |

### Standard UKW-Band
Programme im Standard UKW-Band:
| Sendername                        | Frequenz  | ERP |
| --------------------------------- | --------- | --- |
| «City-FM»                         | 87,9 MHz  |     |
| «Юмор-FM»                         | 88,7 MHz  |     |
| «Мегаполис-FM»                    | 89,5 MHz  |     |
| «Радио Мелодия»                   | 89,9 MHz  |     |
| «Авторадио»                       | 90,3 MHz  |     |
| «Релакс-FM»                       | 90,8 MHz  |     |
| «Радио Культура»                  | 91,6 MHz  |     |
| «Говорит Москва»                  | 92,0 MHz  |     |
| «Радио Карнавал»                  | 92,8 MHz  |     |
| «Радио Спорт»                     | 93,2 MHz  |     |
| «Радио Звезда»                    | 95,6 MHz  |     |
| «Radio Rossii»                    | 97,6 MHz  |     |
| «Русские Песни»                   | 98,8 MHz  |     |
| «Best-FM»                         | 100,5 MHz |     |
| «Первое Популярное Радио - Попса» | 102,5 MHz |     |
| «Радио Шансон»                    | 103,0 MHz |     |
| «NRJ»                             | 104,2 MHz |     |
| «Русская Служба Новостей»         | 107,0 MHz |     |
| «Milizeiskaja Wolna»              | 107,8 MHz |     |